# Davit Mujiri
Davit Mujiri est un footballeur géorgien né le 2 janvier 1978.